# موسى كوسا
موسى محمد كوسا: ديبلوماسي وسياسي ليبي، ووزير الخارجية السابق، من مواليد طرابلس عام 1950 م. ينتمي إلى عائلة متوسطة معروفة في طرابلس الغرب، حائز على شهادة ماجستير في علم الاجتماع من جامعة ميشيغن الأميركية عام 1978 م.

## حياته المهنية
بدأ حياته المهنية في أجهزة الاستخبارات كمسؤول عن أمن السفارات الليبية في شمال أوروبا. وكانت النقلة المهمة في حياته هي تعيينه عام 1980 م سفيرا لليبيا في لندن، إلا أنه لم يمكث في هذا المنصب كثيراً، حيث طرده البريطانيون في السنة ذاتها، بعدما وردت أنباء عن قيامه بأنشطة ضد معارضين ليبيين على الأراضي البريطانية وفي أوروبا.
تولى كوسا منصب نائب وزير الخارجية في الفترة من 1992 إلى 1994 م، قبل أن يعين على رأس جهاز الاستخبارات الليبية، المعروف باسم جهاز الأمن الخارجي (حيث شغل هذا المنصب لمدة 15 عاما) حتى تم تعيينه وزيراً للخارجية (أو ما يسمى اللجنة الشعبية العامة للاتصال الخارجي والتعاون الدولي) في إطار تعديل وزاري أعلنه مؤتمر الشعب العام في ليبيا (البرلمان) يوم 4 مارس/أذار 2009 م خلفا لعبد الرحمن شلقم.

## دوره في العلاقات الخارجية
لعب كوسا دوراً رئيساً في العديد من الملفات الليبية الشائكة في الفترة الأخيرة، وكان له دور رئيس في إزالة العديد من العقبات التي حالت دون بناء إقامة علاقات ليبية مع الدول الغربية، خاصة بعد أن فرضت الدول الغربية حصارا على بلاده في الفترة من عام 1992 م حتى بداية الألفية الثالثة. فقد نجحت الاستخبارات الليبية بقيادة كوسا في التوصل إلى صفقة مع الولايات المتحدة وفرنسا لتعويض ضحايا تفجير طائرة شركة «بان أميركان» في لوكربي عام 1988 م والمعروفة بقضية لوكربي، وكذلك طائرة دي سي ـ 10 الفرنسية فوق النيجر عام 1989 م، رغم اتهام البعض له بأنه هو شخصيا الذي خطط لهذا الهجوم، حيث ظل مطارداً من الغرب في ذلك الوقت بتهم الإرهاب.
كما كان كوسا مسؤولاً عن الصفقة الليبية مع الاستخبارات البريطانية والأميركية عام 2003 م والخاصة بتفكيك البرنامج النووي الليبي الذي أثار استغراب الكثير من المراقبين في ذلك الوقت كخطوة مفاجئة لم تكن متوقعة، وتخلي ليبيا عن السعي لامتلاك أسلحة دمار شامل مقابل انفتاح أميركي بريطاني يتبعه انفتاح مع أوروبا وباقي دول العالم، يُخرج النظام الليبي من عزلته الدولية. وفتحت الصفقة التي قام بها كوسا مع الغرب، الباب أمام رفع الحظر التجاري الذي كانت تفرضه الولايات المتحدة على ليبيا منذ عام 1986 م.
ومن أهم الملفات الشائكة التي كانت بحوزة كوسا أيضاً، وظلت عالقة بالأذهان بسبب تشابكها وتعقدها، وتداخل ما هو إنساني واجتماعي مع ما هو سياسي، قضية الممرضات البلغاريات، التي حُكم فيها عليهن بالإعدام بتهمة حقن مئات الأطفال بفيروس الإيدز. واللاتي تم تسليمهن لبلغاريا في يوليو/تموز عام 2007 م، بعد ثماني سنوات في السجن. فقد كان كوسا هو المفاوض الرئيس في هذه القضية.

## المناصب التي تقلدها
1. 1979 رئيس دائرة أمن السفارات الليبية في شمال أوروبا.
2. 1980 سفيرا لليبيا في لندن.
3. 1992-1994 نائب وزير الخارجية الليبي.
4. 1994-2009 رئيس جهاز الأمن الخارجي (الاستخبارات الليبية).
5. 2009 - 2011 وزير خارجية ليبيا.

## مبعوث الموت
منذ ثلاثة عقود وموسى كوسا يتقلب بين شؤون الأمن والدبلوماسية في ليبيا، ينتقل من الأولى إلى الثانية ثم لا يلبث أن يعود إلى الأولى من باب أوسع وأرحب، في ظل واقع تختلط فيه الأدوار، وتشتبك فيه القنوات الدبلوماسية بالاستخبارية خدمة لـ«الثورة»، ودفاعا عن الزعيم والقائد.
«مبعوث الموت» كما يلقبه خصومه. أو كما أطلقت عليه بعض الصحف البريطانية في ثمانينيات القرن الماضي بدأ مساره المهني من بوابة الأمن مسؤولا عن أمن السفارات الليبية في شمال أوروبا (1978)، ولم يلبث حتى اختير سفيرا لبلاده في بريطانيا.
لكن القفزة الكبيرة التي حققها كوسا لم تدم طويلا حيث قام البريطانيون بطرده في العام ذاته بسبب ما وصف حينها بـ«الحماقة» التي ارتكبها، وبـ«خشونة التصريحات التي أدلى بها» حين اعترف بالإشراف على اغتيال معارضين ليبيين في بريطانيا هما الإعلامي محمد مصطفى رمضان، والمحامي محمود عبد السلام نافع في لندن عام 1980.
لم يعترف كوسا بـ«الجريمة» فقط بل هدد وتوعد بأن ليبيا ستقدم مساعدات مهمة للجيش الجمهوري الأيرلندي إذا رفضت لندن تسليم معارضين للقذافي.
زاد طرد كوسا من قبل البريطانيين من مكانته لدى الزعيم الليبي الذي كان حينها في أوج مقارعة ما يصفه بالإمبريالية الدولية، فواصل شغل المناصب الأمنية، وتنفيذ المهمات الحساسة والمعقدة أو غير النظيفة بالنسبة لخصوم العقيد، خصوصا منها ما يتعلق باغتيال وتصفية المعارضين خارج الحدود.
وفي فترة ما بين 1992 و 1994 عُيّن كوسا نائبا لوزير الخارجية، وهي أسمى وظيفة دبلوماسية ينالها رجل المخابرات الصاعد، لكن تلك الوظيفة لم تكن كما ظهر للكثيرين خصوصا من العارفين لأدواره ومهامه سوى عنوان وواجهة لتسهيل حركة الرجل صاحب النفوذ والاهتمامات الأمنية الخارجية بالدرجة الأولى.
وتزامن تعيينه في هذه الوظيفة مع فرض القوى الغربية لحصار اقتصادي مشدد على نظام الزعيم الليبي معمر القذافي بسبب ما وصف في حينه بدعم الإرهاب الدولي.
ومكافأة للرجل على الأدوار الهامة والحساسة، وتقديراً من العقيد للمهارة التي أبداها في المجال الاستخباري تم تعيين كوسا عام 1994 على رأس جهاز الاستخبارات الليبية المعروف باسم جهاز الأمن الخارجي.

## اتهامات غربية
يتهم كوسا خصوصا من لدن الدول الغربية وبعض الدول العربية بالتخطيط والإشراف على عدد من أبرز العمليات المسلحة التي نفذها النظام الليبي في العقود الماضية من قبيل إسقاط وتفجير طائرة شركة بان أميركان في لوكربي عام 1988، والطائرة الفرنسية في النيجر 1989، وتفجير ملهى ليلي في برلين بألمانيا، ومحاولات اغتيال بعض الرموز والزعامات العربية.
لكنه في المقابل أشرف خلال بقائه الطويل (15 عاما) على رأس المخابرات الليبية على تجاوز وتسوية أغلب هذه «الجرائم»، والاعتذار والتعويض عنها للمتضررين منها غربيا بشكل خاص.
وقاد كوسا خلال تلك الفترة رفقة سيف الإسلام نجل القذافي مجمل التحولات الكبيرة التي شهدتها مسيرة القذافي المثيرة للجدل في العقد الماضي.
وهكذا قاد مفاوضات التعويض لضحايا الطائرات والتفجيرات التي خطط لها وأشرف هو نفسه عليها، وفاوض الأميركيين بشكل خاص على تفكيك البرنامج النووي لبلاده، وهي المفاوضات التي توجت عام 2003 بتفكيك البرنامج وتسليم محتوياته ووثائقه إلى الأميركيين مقابل رفع اسم ليبيا من لائحة الإرهاب الدولي، ورفع العقوبات عنها.
وبعد أن وضعت حرب القذافي ضد القوى الغربية أوزارها وجنح للسلم والتعويضات وفتح باب التقارب مع «الظلم والاستكبار العالمي» تغير الدور الذي على كوسا أن يلعبه في خدمة الثورة والزعيم، فعين عام 2009 وزيرا للخارجية خلفا لعبد الرحيم شلقم الذي عين ممثلا لليبيا في الأمم المتحدة والذي تحول اليوم إلى أحد أبرز خصوم القذافي في المحافل الدولية.
ورغم أن كوسا تحول أو هكذا -يفترض- إلى أضواء الدبلوماسية الكاشفة، فإنه مع ذلك لم يغادر ظلال المخابرات المعتمة، فاختار له الزعيم (في يوليو/ تموز 2010) أن يتولى أيضا مهام مستشار الأمن القومي خلفا لمعتصم القذافي.

## انشقاقه عن القذافي
في خضم ثورة 17 فبراير آثر موسى كوسا الانشقاق عن القذافي وهو الذي كان يعد أحد أركان نظام القذافي. جاء ذلك في ظل تصاعد الضغوط الدولية على ليبيا والزج بها في أتون مقررات الفصل السابع. وقد قرر اللجوء إلى بريطانيا والاستقالة من منصبه على هرم وزارة الخارجية الليبية، ووصل إلى لندن قادما من مطار جربة جرجيس الدولي في تونس يوم الإربعاء 25 ربيع الآخر 1432 هـ الموافق31 مارس 2011.